# Carlos Alberto Raffo
Carlos Alberto Raffo (Villa Urquiza, Ciudad de Buenos Aires, 10 de abril de 1926 - Guayaquil, 18 de septiembre de 2013) fue un futbolista argentino nacionalizado ecuatoriano que jugaba de delantero. Era conocido como El Flaco.

## Trayectoria
Su carrera la empezó desde muy pequeño, a los 14 años de edad en Platense. Jugó también en Rosario Central. Llegó a Ecuador en 1952 para jugar en Sociedad Deportiva Argentina, donde hizo algunos goles.
Su capacidad goleadora ya era reconocida y fue contratado por el Emelec de Ecuador, donde se consagraría definitivamente, incluso forma parte de la historia del club. Llegó al equipo guayaquileño en 1954. Allí formó parte del Ballet Azul ecuatoriano. Tanto fue el cariño del pueblo ecuatoriano, que hasta el presidente de Ecuador en ese entonces, José María Velasco Ibarra, realizó los trámites para que pudiera jugar las Eliminatorias con la Selección Ecuatoriana para el Mundial Chile 62. Antes, ya había defendido a la Selección Ecuatoriana como argentino con permiso de la AFA, en el Sudamericano Extraordinario de 1959 que se desarrolló en Guayaquil.
Su último partido con Emelec fue el 26 de enero de 1964 en el Estadio Modelo (ahora Estadio Modelo Alberto Spencer) en un Clásico del Astillero que terminó en empate a 0. En Clásicos del Astillero anotó un total de 10 goles a favor de Emelec sobre Barcelona.
Según los registros en Emelec anotó 132 goles, siendo uno de los máximos goleadores en la historia del club. Este estimado se basa en las investigaciones realizadas a los principales diarios de la época. Vale recalcar que las pasadas administraciones de la Asociación de Fútbol del Guayas, nunca se preocuparon por conservar las planillas de todos los partidos de los campeonatos que regentó.
Se presume que en Everest anotó 6 goles, en Nueve de Octubre 7 y en Sociedad Deportiva Argentina 8, aunque se dice que Raffo hizo más goles de los que se tiene registrados en Ecuador, pero debido al pobre trabajo estadístico de la época, se hizo imposible contabilizar sus goles con exactitud.
Con la Selección de Ecuador quedó goleador del Campeonato Sudamericano 1963 en Bolivia con 6 anotaciones.
Vistiendo la camiseta de la selección anotó un total de 12 goles en 13 partidos, siendo el 12.º máximo goleador en la historia de la selección ecuatoriana y el jugador con mejor promedio de gol con la "tricolor" (0,92).
También fue director Técnico del Deportivo Cuenca y Emelec.

## Selección nacional
Fue internacional de la Selección de fútbol de Ecuador en 13 ocasiones y anotó 12 goles (excelente promedio de gol y 8.º máximo goleador en la historia de la selección ecuatoriana). Su debut fue el 6 de diciembre de 1959 ante Uruguay en el Campeonato Sudamericano Extraordinario.

### Participaciones internacionales
- Sudamericano Extraordinario 1959.
- Eliminatorias para la Copa Mundial de Fútbol de 1962
- Campeonato Sudamericano 1963 (goleador).

### Participaciones en Campeonato Sudamericano
| Campeonato Sudamericano      | Sede    | Resultado    | Partidos | Goles |
| ---------------------------- | ------- | ------------ | -------- | ----- |
| Campeonato Sudamericano 1959 | Ecuador | Cuarto lugar | 4        | 2     |
| Campeonato Sudamericano 1963 | Bolivia | Sexto lugar  | 6        | 6     |

## Clubes
| Club                         | País      | Año       |
| ---------------------------- | --------- | --------- |
| Platense                     | Argentina | 1941-1949 |
| Rosario Central              | Argentina | 1950      |
| Platense                     | Argentina | 1951      |
| Sociedad Deportiva Argentina | Ecuador   | 1952-1953 |
| Emelec                       | Ecuador   | 1954-1964 |
| Everest                      | Ecuador   | 1964      |
| Nueve de Octubre             | Ecuador   | 1965      |

## Palmarés

### Campeonatos locales
| Título                  | Club   | País    | Año  |
| ----------------------- | ------ | ------- | ---- |
| Campeonato de Guayaquil | Emelec | Ecuador | 1956 |
| Campeonato de Guayaquil | Emelec | Ecuador | 1957 |
| Campeonato de Guayaquil | Emelec | Ecuador | 1962 |

### Campeonatos nacionales
| Título             | Club   | País    | Año  |
| ------------------ | ------ | ------- | ---- |
| Serie A de Ecuador | Emelec | Ecuador | 1957 |
| Serie A de Ecuador | Emelec | Ecuador | 1961 |

### Distinciones individuales
| Distinción                                          | Club(*)           | Año  |
| --------------------------------------------------- | ----------------- | ---- |
| Goleador del Campeonato de Guayaquil                | Emelec            | 1956 |
| Goleador del Campeonato de Guayaquil                | Emelec            | 1957 |
| Goleador del Campeonato de Guayaquil                | Emelec            | 1959 |
| Goleador del Campeonato de Guayaquil                | Emelec            | 1960 |
| Goleador del Campeonato de Guayaquil                | Emelec            | 1961 |
| Goleador del Campeonato Sudamericano de Selecciones | Selección Ecuador | 1963 |
| Goleador de la Serie A de Ecuador                   | Emelec            | 1963 |

(*): incluyendo selección